# Olavo Egídio de Sousa Aranha Júnior
Olavo Egídio de Sousa Aranha Júnior (São Paulo, 1º de fevereiro de  1887 – Rio de Janeiro, 22 de julho de 1972) foi um banqueiro, investidor, engenheiro, arquiteto e empresário brasileiro.
Filho do banqueiro Olavo Egídio de Sousa Aranha e de Vicentina de Sousa Queirós.
Seu pai foi deputado provincial durante o Império e secretário da Fazenda nos governos de Jorge Tibiriça (1904-1908), Albuquerque Lins (1908-1912) e Altino Arantes (1916-1920). 
Estudou no Matthias Claudius Gymnasium em Hamburgo, Alemanha.
Em 1910 formou-se engenheiro pela Escola Politécnica de São Paulo.  
Formou sociedade com João Duarte Júnior (1871-1918), professor da Escola Politécnica. Com a morte deste em 1918 a empresa Duarte & Aranha foi liquidada. Em seguida, em 1919, fundou a Companhia Técnica Brasileira de Engenharia Civil e Arquitetura com seu sócio Alberto Monteiro de Carvalho e Silva. A empresa foi rebatizada de Monteiro & Aranha Engenharia. 
Durante a década de 1920 construíram por São Paulo e o Rio de Janeiro. Também tiveram atuação importante no setor de pavimentação. Em 1923, a prefeitura de São Paulo abriu concorrência exigindo uma marca de asfalto. Roberto Simonsen, da concorrente Companhia Construtora de Santos, reclamou pois Monteiro & Aranha eram fornecedores exclusivos dessa marca.
Após a morte do seu sócio Alberto, em 1969, Olavo Júnior se casou com a viúva.
Seu irmão foi o banqueiro Alfredo Egídio de Sousa Aranha, do Banco Federal de Crédito que se tornaria o Banco Itaú. 
Era neto do barão de Sousa Queirós, bisneto da viscondessa de Campinas e do visconde de Indaiatuba.